# 达维德·罗泽纳尔
达维德·罗泽纳尔（捷克語：David Rozehnal，1980年7月5日—），是一名捷克足球运动员，司職中堅，於2011年夏季由德甲球會漢堡轉投法甲球會里尔效力至今。

## 生平

### 球會
罗泽纳尔出身於捷克國內球會奥洛穆茨西格玛，早於2003年已轉到比利時效力當地球會布魯日。在比利時期間，他隨隊贏得了2005年比甲联赛冠军。這使他獲得法甲球會巴黎圣日耳曼青睐，於2005年6月加盟该队。
在巴黎期間他獲得球會2006-07年度球隊最佳球員，但是由於巴黎圣日耳曼实力不济，長期都處於護級狀態，使他在球队時从未贏過法甲聯賽冠軍。
2007年6月，他以290萬英鎊轉會費，被賣到英超聯賽球會紐卡素。然而他在首半季未能適應英超比賽節奏，加上紐卡素內部出現人事變動，出现混乱，2008年1月他被外借到意甲球會拉素，租借期为半个赛季。
至2008年夏季，罗泽纳尔以290万英镑的价格正式加盟拉齐奥。僅渡過一個球季，於2009年7月29日加盟德甲的漢堡，簽約三年，身價達到490萬歐元。
2010年9月1日，被德甲漢堡放入可轉會名單的罗泽纳尔以借用身份加入法甲球會里尔，借用期為一個球季。
2011年6月30日，罗泽纳尔正式轉會法甲里尔，合約為期三年。

### 國家隊
他早於2003年以前已是捷克青年軍成員。2004年歐洲國家盃他被召入國家隊，隨隊打入準決賽。但他在國家隊的最佳成績暫時僅止於此。2006年世界盃打了第一圈便出局，2008年歐洲國家盃他隨隊出戰，也只能在小組賽结束后便打道回府。

## 榮譽
布鲁日：
- 比利時联赛: 2004-05
- 比利时杯：2005

巴黎圣日耳曼：
- 法国杯：2006

拉素：
- 意大利杯：2009

里爾：
- 法甲: 2010-11
- 法国杯：2011